# Reinier Claeszenplein

Inkijk Jan van Galenstraat, de open ruimte links was het R. Claeszenplein (circa 1934)

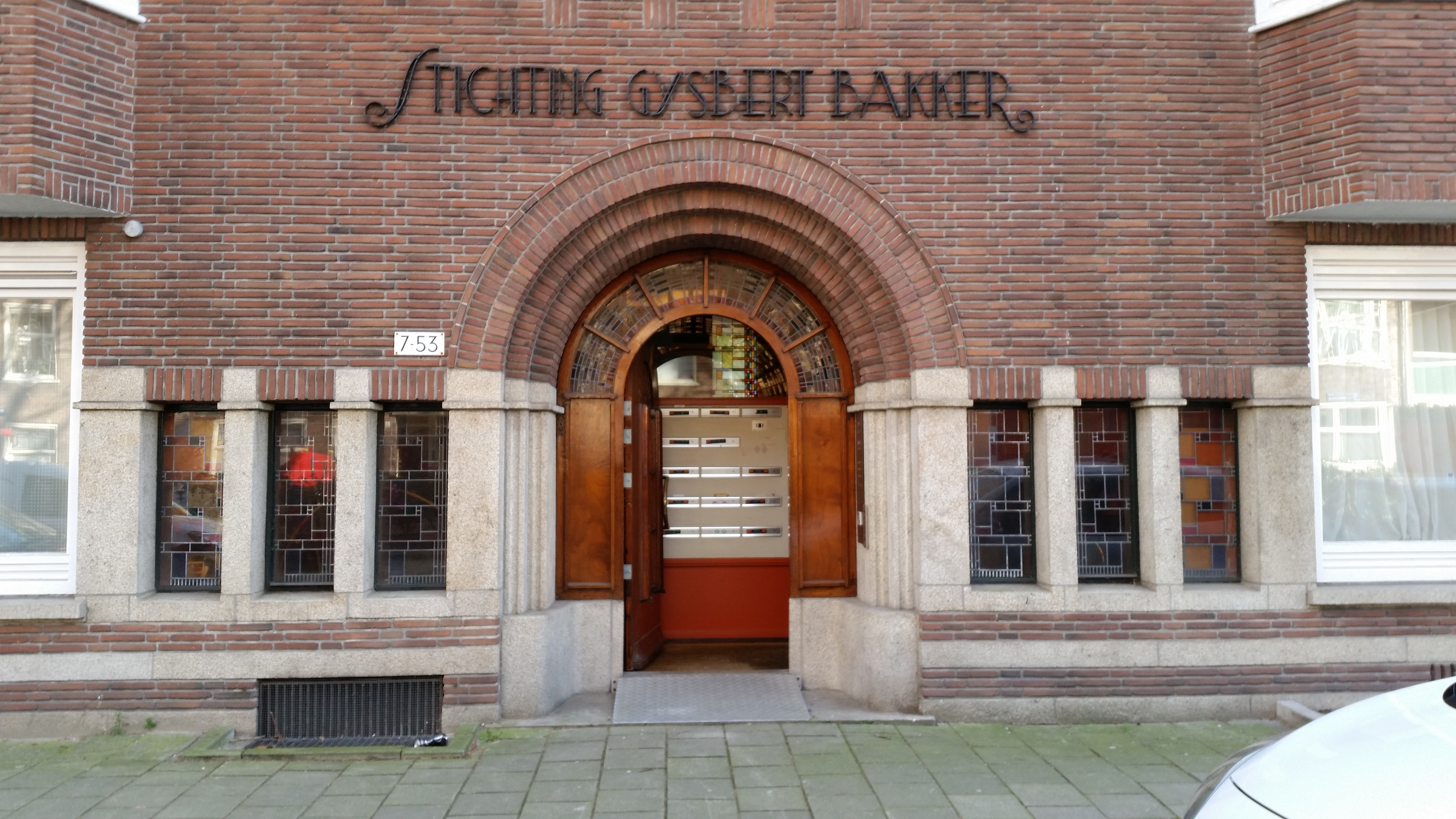
Stichting Gijsbert Bakker, pui (maart 2019)

Het Reinier Claeszenplein is een plein in de Geuzenbuurt in De Baarsjes in Amsterdam-West.

## Ligging en geschiedenis
Het plein werd op 19 juli 1933 per raadsbesluit indirect vernoemd naar vice-admiraal Reinier Claeszen. De straat kreeg haar naam eigenlijk van de Reinier Claeszenstraat, die het plein schampt. Die straat kreeg haar naam nog toen zij op het grondgebied van de gemeente Sloten lag, dat in 1921 door de gemeente Amsterdam in 1921 werd geannexeerd.
Het originele plein begon aan de zuidkant van de Jan van Galenstraat en eindigde bij het tehuis van de Stichting Gijsbert Bakker. Dat gebouw werd in 1933 opgebouwd op de kop van het onafgemaakte bouwblok Lumeijstraat (even zijde) en Reinier Claeszenstraat (oneven) en Maarten Harpertszoon Trompstraat. Van 1935 tot 1938 werd een flink deel van dat plein bebouwd met een woonblok aan de noordzijde, waardoor er eigenlijk alleen nog enige bloemperkjes overbleven.

## Gebouwen
De noordwand bestaat uit een woonblok dat verder trekt in de Reinier Claeszenstraat. De bebouwing houdt naar het westen na ongeveer 2/3 straatlengte op. Aan het westeind staat al jaren een kleuterschool, die eerst nog gevestigd was in een Finse school maar later een gebouw met een permanent karakter kreeg. Die school heeft ook een ingang aan de Jan van Galenstraat. Aan de zuidkant staat het gebouw van de eerder genoemde stichting.

### Stichting Gijsbert Bakker
Het gebouw waarin de appartementen 07 t/m 51 oneven werd gebouwd als onderdak van mannen en vrouwen op leeftijd. Het werd ontworpen door Lau Peters. Hij maakte een hofjesachtige omgeving met woninkjes met daarbij een portierswoning, conversatiezaal, alles aangevuld met een gemeenschappelijke tuin. Het complex werd aan beide zijde afgerond met twee hoekpanden waarin op de begane grond winkels gevestigd konden worden met daarboven woningen. De naamgever van het complex is Gijsbert Bakker, een in 1819 overleden zaadhandelaar, die met zijn vrouw Anna Maria Verheul, ouden-van-dagen hielp met huisvesting. Van zijn legaat werden in de stad diverse bejaardentehuizen opgetrokken, die later weer werden afgebroken vanwege onbewoonbaarheid, maar de stichting bleef bouwen. Zo kon in september 1933 dit hofje geopend worden. Het gebouw kent een centraal gelegen trappenhuis van waaruit men via gangen de eigen woning moest betrekken. Het complex is na de opening een aantal keren gerenoveerd, werd verkocht aan de gemeente, maar belandde door fusies in de portefeuille van Woningbouwcorporatie Eigen Haard. Op 17 september 2013 werd het tot gemeentelijk monument verklaard. Er is dan al tijden geen voorkeursbehandeling voor ouderen. De naam van de stichting prijkt ook in 2019 nog boven de ingang.
Een paar jaar na de opening van het complex aan het Reinier Claeszenplein ontwikkelde de stichting aan de Postjesweg een soortgelijk gebouw, ook naar een ontwerp van Lau Peters. Het werd gebouwd naast de Augustinuskerk, die in 1977 gesloopt werd. Later werd het geïntegreerd in verzorgingstehuis Nieuw Vredenburgh.